# Рајтсвил (Џорџија)
Рајтсвил (Џорџија) (енгл. Wrightsville) град је у америчкој савезној држави Џорџија. По попису становништва из 2010. у њему је живело 2.195 становника.

## Демографија
Према попису становништва из 2010. у граду је живело 2.195 становника, што је 28 (1,3%) становника мање него 2000. године.
| Група             | 2000.         | 2010.         |
| Белци             | 1.011 (45,5%) | 917 (41,8%)   |
| Афроамериканци    | 1.189 (53,5%) | 1.221 (55,6%) |
| Азијати           | 5 (0,2%)      | 8 (0,4%)      |
| Хиспаноамериканци | 15 (0,7%)     | 24 (1,1%)     |
| Укупно            | 2.223         | 2.195         |